# Langen (Fehrbellin)

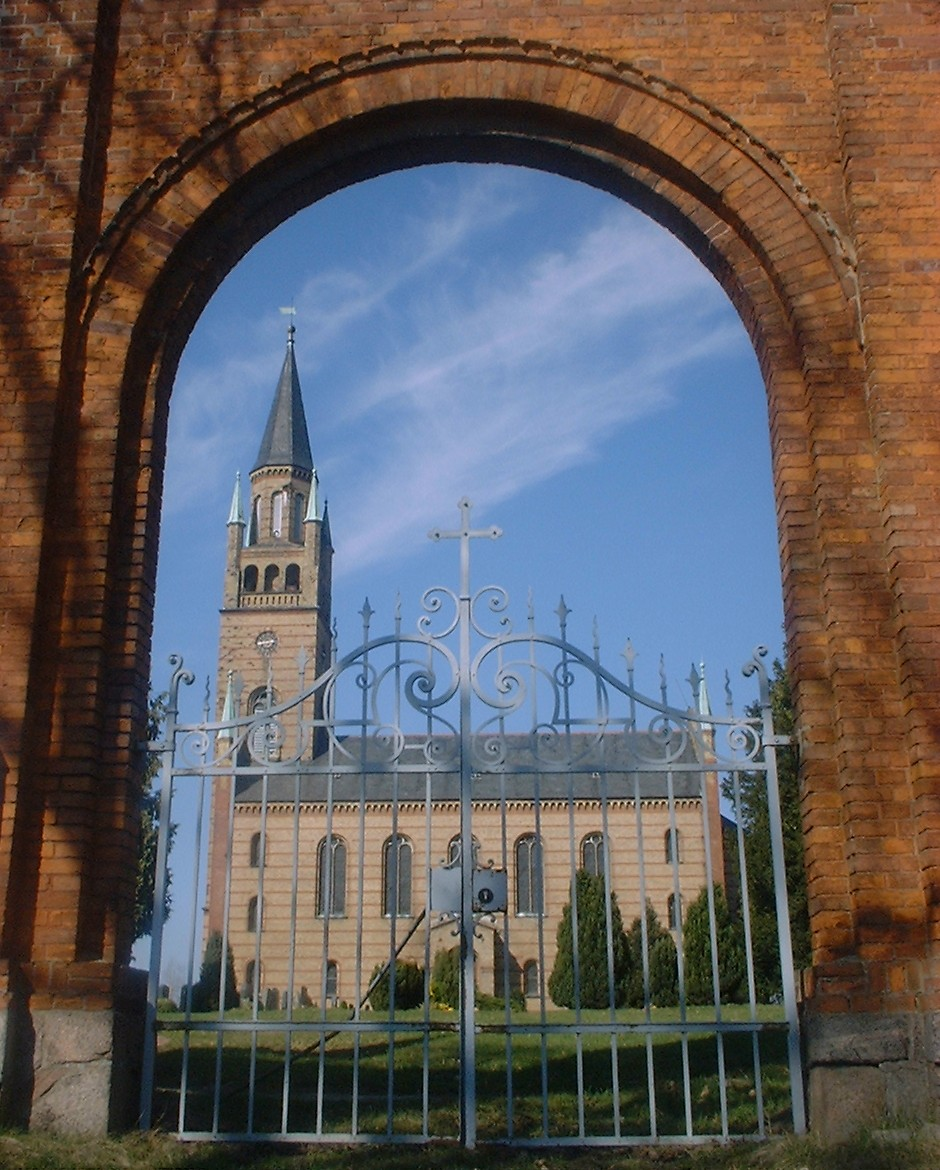
Kerk

Langen is een plaats in de Duitse gemeente Fehrbellin, deelstaat Brandenburg, en telt 500 inwoners.